# Crusenstolpska kravallerna
Crusenstolpska kravallerna, också kända som Crusenstolpes kravaller eller rabulistkravallerna, var en serie upplopp som ägde rum i Stockholm sommaren 1838. Oroligheterna var ett resultat av Svea hovrätts beslut att döma publicisten Magnus Jacob Crusenstolpe till tre års fästning för majestätsbrott, efter att han framfört kritik mot en militär utnämning som kung Karl XIV Johan gjort tidigare under året. Militären upplöste de allvarligaste kravallerna den 19 juli till priset av två dödsoffer och en handfull skadade demonstranter.

## Upptakt
I början av 1830-talet växte sig den liberala oppositionen mot den allt mer konservative Karl XIV Johan allt starkare. I liberala kretsar ansåg man att kungen inte respekterade bestämmelserna i 1809 års regeringsform, utan styrde landet mer eller mindre enväldigt utan att ta hänsyn till ständerna i riksdagen. Det argaste motståndet kom från pressen. Hösten 1830 höll den liberale riksdagsledamoten Lars Johan Hierta på att starta oppositionstidningen Aftonbladet, som kom att rikta skarp kritik mot kungahuset och inte minst mot Karl XIV Johan personligen.
Enligt 1812 års tryckfrihetsförordning hade kungen rätt att förbjuda utgivningen av kritiska tidskrifter, under förevändningen att de var “skadliga för den allmänna säkerheten”. Den så kallade indragningsmakten gjordes dock verkningslös genom att de drabbade tidningarna hela tiden bytte namn och ansvarig utgivare, och på så vis kunde starta upp igen med en näst intill identisk tidning varje gång den gamla drogs in. I ett försök att hålla oppositionen i schack gav kungen riksmarskalk Magnus Brahe i uppdrag att hitta en lämplig skribent till en ny, rojalistisk tidning. Efter en tids sökande hittade Brahe en tänkbar redaktör i den kände publicisten Magnus Jacob Crusenstolpe. Denne hade tidigare gjort en snabb litterär karriär för att slutligen bli assessor vid Svea hovrätt 1825. För en tid var han i kontakt med den liberala oppositionen mot Karl XIV Johan, men tackade trots detta ja till kungens anbud om att skriva en kungavänlig tidning med titeln Fäderneslandet.
Crusenstolpes tilltag innebar emellertid att han stötte sig med sina liberala kollegor, däribland Lars Johan Hierta som hånfullt kallade hans tidning för ”Fanderseländet”. Det första numret av den nya tidningen utgavs likväl i december 1830, ett par dagar före Aftonbladet. Olyckligtvis för Crusenstolpe blev dock inte Fäderneslandet den framgång som man hoppats på från konservativt håll, varför Karl XIV Johan efter tre år drog in sitt ekonomiska stöd till tidningen. Strax därefter drabbades Crusenstolpe av ekonomiska problem, tvingades lägga ner Fäderneslandet 1833 och hamnade något senare i gäldstuga för sina obetalda räkningar. Kungen betalade visserligen Crusenstolpes skulder men motgångarna hade åter gjort honom till en motståndare till kungahuset.
Under åren som följde gav Crusenstolpe ut en serie regeringsfientliga skrifter, där han angrep både kungahuset och konservativa politiker i riksdagen. Genom sina tidigare kontakter med hovet hade han möjlighet att skriva mycket ingående och detaljerat om personerna som befann sig i Karl XIV Johans närhet, och använde satiren som sitt främsta vapen. 1834 utgav han skriften Skildringar ur det inre av dagens historier, en samling skildringar av tidens ledande riksdagsmän. Skriften blev en stor publikframgång men hos de konservativa ökade den bara avskyn.
Den konservative författaren Erik Gustaf Geijer upprördes djupt över angreppen mot kung och regering och beskrev verket som ”den giftigaste skandal, som ännu under svensk tryckpress svettats”. Även riksarkivarien Hans Järta förargades av Crusenstolpes framfart, men erkände att hans verk hade litterär kvalitet med kommentaren: ”Först borde Crusenstolpe få spö och sedan borde han tagas in i Svenska Akademien”.
I januari 1838 började Crusenstolpe utge en månatlig tidskrift med titeln Ställningar och förhållanden, behandlade i brev, som var tänkt att på ett underhållande sätt skildra aktuella politiska händelser och personer. I tidningens andra nummer riktade Crusenstolpe skarp kritik mot vad han ansåg vara ännu ett misstag från Karl XIV Johans sida. Föremålet för hans fördömande denna gång var en utnämning som kungen gjort tidigare samma månad. En av kronprins Oscars hovmarskalkar vid namn Fleming hade befordrats till major vid Svea livgarde och hade därmed förbigått en äldre officer till posten. Crusenstolpe ansåg inte bara att utnämningen var orättvis utan anmärkte också på att regeringssammanträdet där beslutet tagits ägt rum på en söndag, den traditionella kristna vilodagen, vilket enligt honom skulle tolkas som ett sabbatsbrott.

## Oroligheternas förlopp

### Crusenstolpes dom och de första kravallerna

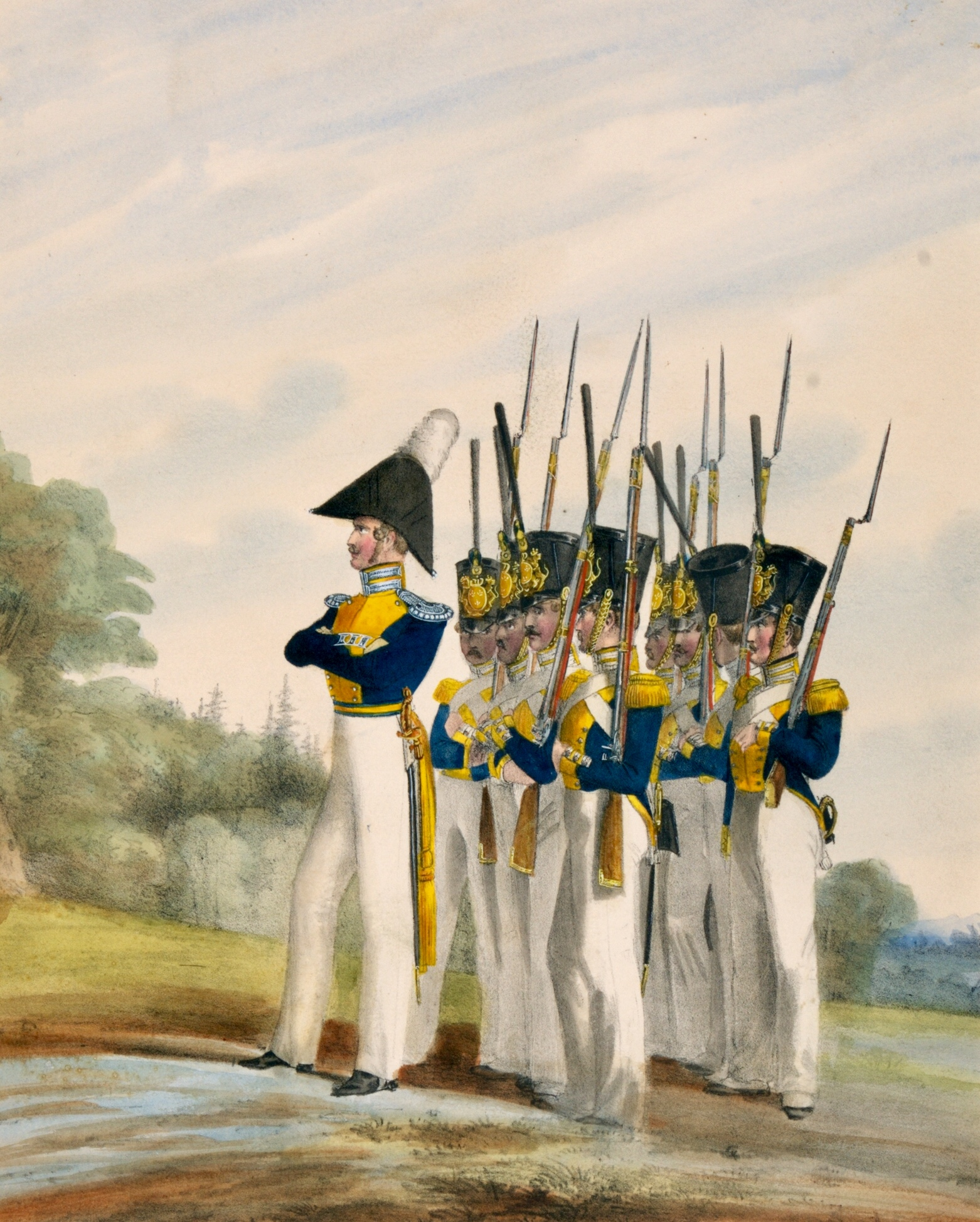
Soldater ur Svea livgarde vid tiden för Crusenstolpekravallerna. Samtida litografi av Eckert und Monten.

Ställningar och förhållanden fick slutligen bägaren att rinna över för regeringen. Statssekreterare August von Hartmansdorff föreslog att kungen skulle väcka åtal mot Crustenstople för majestätsbrott, en mycket allvarlig förbrytelse vid denna tid, något Karl Johan efter viss övertalning gick med på. Crusenstolpe greps och fördes på eftermiddagen den 19 juni till Svea hovrätts byggnad på Riddarholmen, där rättegången mot honom skulle hållas. Efter en snabb process fanns Crusenstolpe skyldig till majestätsbrott och dömdes till tre års vistelse på Vaxholms fästning. I väntan på transport till fängelset sattes han tillfälligt i arrest i Södra stadshuset på Södermalm, som idag rymmer Stockholms stadsmuseum.
Under tiden växte dock frustrationen i Stockholm, där man redan hade skäl att hysa missnöje mot regeringens politik. 1838 hade varit ett nödår i stora delar av riket. Misslyckade skördar fick spannmålspriserna att skjuta i höjden på landsbygden, vilket i sin tur ledde till hungersnöd bland de fattigaste delarna av befolkningen. Tusentals tiggare sökte sig till huvudstaden där antalet hemlösa på kort tid femdubblades. Med arresteringen av den populäre Crusenstolpe var därför måttet rågat för många. De olika missnöjda grupperna fick nu en gemensam symbol att samlas kring.
Redan då hovrättens beslut lästes upp utbröt det tumult i rättssalen, men också ute på gatorna var stämningen upprörd. Strax efter det att domen mot Crusenstolpe offentliggjordes följande dag, utbröt de första kravallerna när en folkmassa under natten till 21 juni samlades utanför den impopuläre justitiekanslern Claes Ulrik Nermans bostad vid Ålandsgränd (nuvarande Mäster Samuelsgatan) på Norrmalm. Snart hade folkhopen vuxit till över tusen personer, som omedelbart började kasta sten mot byggnaden så att alla fönsterrutor krossades. Genom ett snabbt ingripande från överståthållaren i Stockholm Jakob Wilhelm Sprengtporten, kunde allvarligare våldsamheter visserligen undvikas men stämningen i huvudstaden förblev ändå spänd.

### Säkerheten skärps
För Karl XIV Johan besannade upploppet på Ålandsgränd farhågor som han tidigare haft om att en revolt höll på att bryta ut i Stockholm. Kungen gav därför order om att säkerheten inne i staden skulle skärpas. Den sedvanliga militärmanövern på Ladugårdsgärdet inställdes och en bataljon ur första och andra livgardet, samt en trupp hästgardister och ett batteri kanoner, kommenderades natten till den 20 juni upp till slottet, där portarna stängdes. Flera indelta infanteriregementen ryckte också in från landsbygden och patrullerade längs gränderna i gamla stan, samtidigt som en division kanonjollar fick order att lägga ut från Skeppsholmen. En mindre styrka livgardister med skarpladdade musköter fattade dessutom postering utanför Crusenstolpes häkte för att hindra eventuella fritagningsförsök. De inkallade soldaterna hånades av civilbefolkningen och svarade själva med trakasserier. Folksamlingar med fler än tio personer skingrades, ofta med våld, och många fotgängare arresterades. För ett tag såg det ut som att situationen höll på trappas ned. Den 22 juni öppnades åter portarna till Stockholms slott och en del av soldaterna som posterats där skickades bort. Redan samma dag uppstod dock nya oroligheter vid Munkbron, där kavalleri sattes in för att skingra en mindre folkhop.

### ”Slaget på Södermalmstorg”

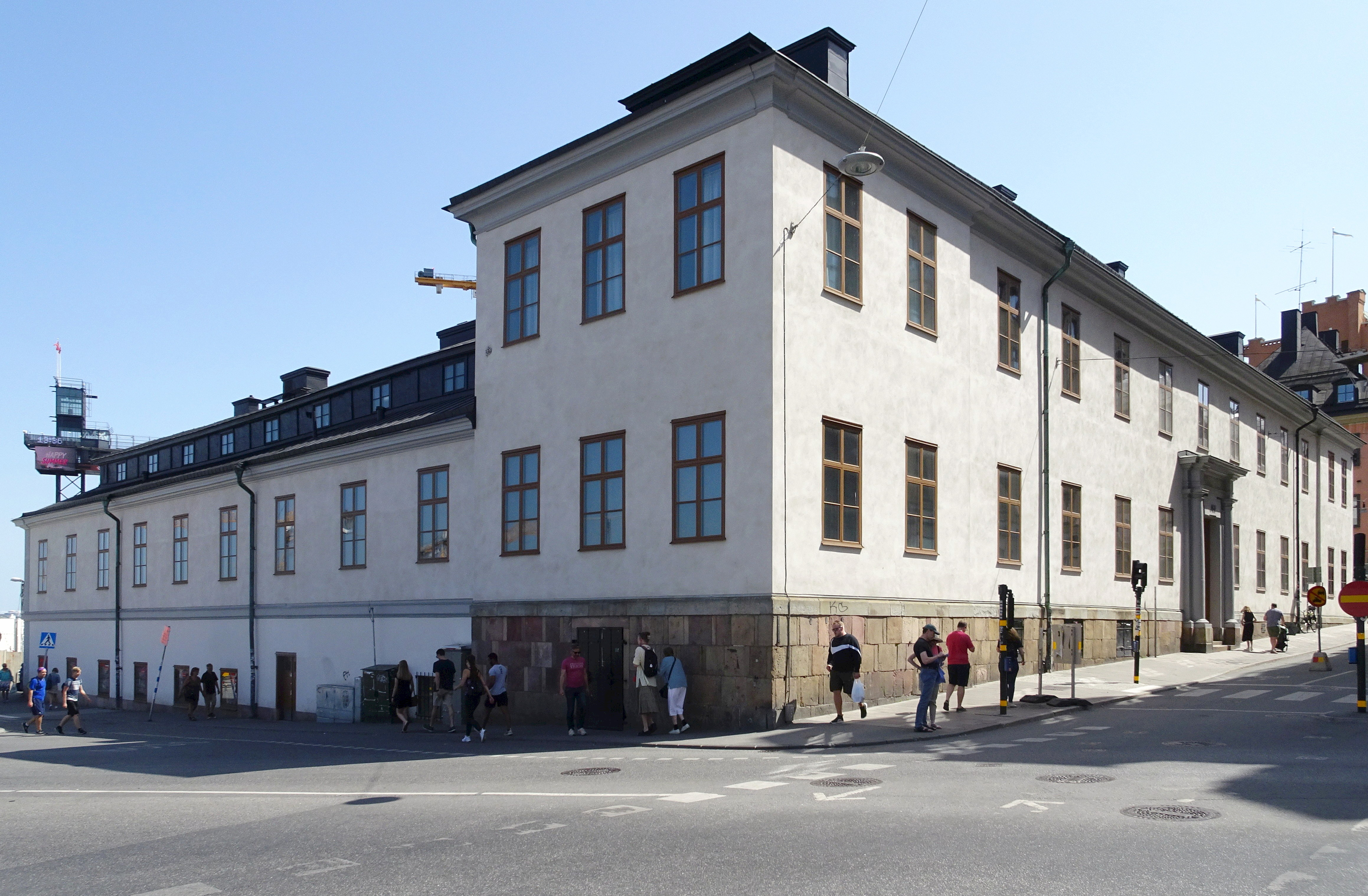
Stockholms gamla stadshus fasad mot Götgatan i juni 2019 (jämför med bilden nedan).

Sent på kvällen fredagen den 19 juli samlades ännu en stor folkmassa, denna gång i gränderna kring stadshuset. Tidigare under dagen hade ett rykte florerat om att Crusenstolpe skulle föras ut från Stockholm till Vaxholms fästning. Vid niotiden hade närmare 2 000 stockholmare anlänt och de 32 livgardister som var satta att bevaka fången började ana oråd. Under timmarna innan hade brännvinsåtgången varit synnerligen stor på stadens krogar, vilket gjorde stämningen än mer upphetsad. Befälhavaren för gardessoldaterna vid stadshuset, den 28-årige löjtnanten Samuel August Sandels, skickade flera depescher till slottet med begäran om förstärkning, men hann inte få något svar innan stenkastningen började.

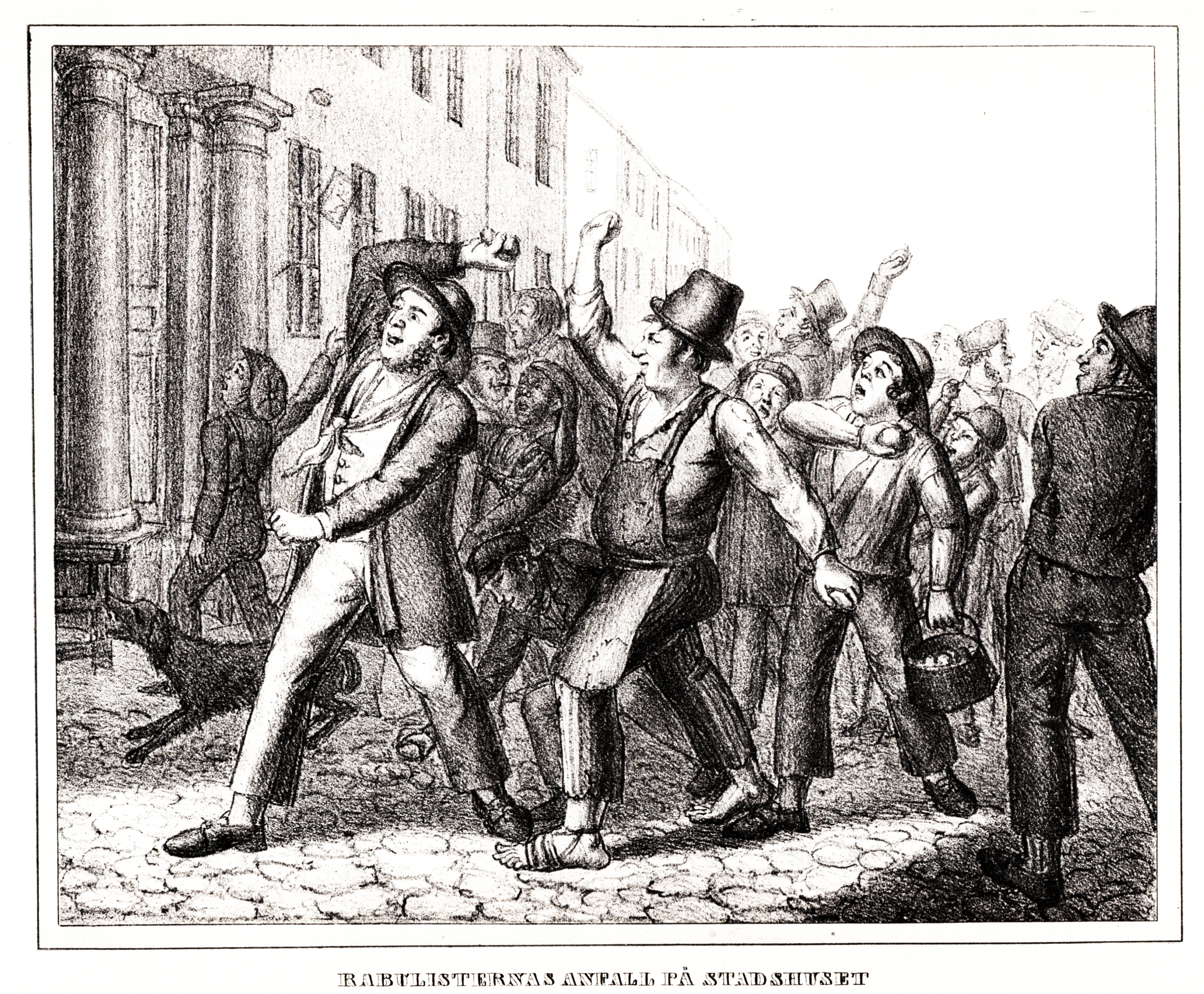
Folkhopen kastar sten mot fönstren på stadshuset den 19 juli. Samtida anonym litografi.

Flera fönster flög i bitar under höga skrik från folkhopen. Efter en stund sprang flera personer ur folkmassan fram mot stadshuset, slet ut fönsterlufterna från de redan krossade fönstren och förberedde sig att storma byggnaden för att frita Crusenstolpe. I det ögonblicket insåg Sandels att han skulle bli tvungen att agera på egen hand, och ledde arton av sina soldater mot Götgatan i ett försök att skingra demonstranterna. Under framryckningen träffades flera soldater av stenar, varefter Sandels ställde sig framför truppen och varnade folkhopen att han skulle öppna eld om den inte höll sig på avstånd. Utan att ha fått något svar upprepade Sandels sin varning men möttes bara av nya stenar. Han gav då order till soldaterna att skjuta en salva över huvudena på folket, dock utan att folkmassan upplöstes. I nästa stund steg en ensam person, förrådsdrängen vid Livbeväringsregementet Gustaf Adolph Eklund, fram ur folkhavet och trotsade Sandels varning genom att ställa sig rakt framför soldaternas muskötpipor. Löjtnanten gav då order till en gardist att skjuta ned drängen, vilket också skedde och Eklund föll dödligt sårad till marken. Strax efter skottet intensifierades stenkastningen mot Sandels och hans trupp, som efter en stund tvingades dra sig tillbaka från stadshuset och överge fjorton av sina kamrater som fortfarande befann sig i byggnaden.
Så fort Sandels trupp var borta riktade pöbeln åter sin uppmärksamhet mot stadshuset. En sjöman vid namn Lars Olsson försökte ta sig in byggnaden via ett av fönstren, men sköts i ansiktet av en gardist och flydde blödande från platsen. Efter en tids oorganiserat skjutande anlände slutligen en patrull på 100 man från slottet, som effektivt rensade Götgatsbacken på folk. Massan drevs sedan nedför Peter Myndes backe och slutligen upp mot Maria Magdalena kyrkas kyrkogård. Hela tiden avfyrade soldaterna sina musköter rotevis mot folkmassan och träffade flera personer bakifrån. Strax efteråt upplöstes kravallerna.

## Efterspel
När oroligheterna ebbat ut hade två demonstranter dödats och ytterligare fem sårats allvarligt. Förutom drängen Eklund dödades en 19-årig boktryckarlärling vid namn Gustaf Elis Norman, som sårats så allvarligt under kravallerna vid Maria kyrka att han avled senare under kvällen. Ett tiotal demonstranter skadades lätt och flera polismän och soldater fick sändas till sjukhus för vård. De materiella skadorna uppgick bland annat till över tvåhundra sönderslagna fönsterrutor enbart på stadshuset och flera kulhål i Maria kyrkas altartavla. Dagarna efter oroligheterna på Södermalmstorg bröt det åter ut kravaller på gatorna. Kungen utsåg då en ny överståthållare, generalmajoren Axel Möllerhjelm. I syfte att hindra ytterligare gatustrider infördes stränga ordningsregler i staden. Alla stadens portar skulle vara stängda efter klockan tio på kvällen. Inga minderåriga fick vistas utomhus mellan klockan tio och fem och alla vuxna som befann sig ute under dessa timmar måste kunna identifiera sig. Dessutom utfärdades förbud mot att folksamlingar som omfattade mer än tre personer fick bildas efter mörkrets inbrott. Först i slutet av månaden hade lugnet i stort sett återställts i huvudstaden.
Morgonen den 20 juli fördes Crusenstolpe med båt till Vaxholms fästning. Fastän färden från stadshuset skedde under stark militärbevakning kantades vägen till utskeppningshamnen av stora folkskaror. Bevakningen på fästningen var avslappnad. Crusenstolpe tilläts ha sin familj med sig i fängelset och kunde ta emot besök av vänner.  När gästerna avreste från Vaxholm brukade ångfartyget de reste med ibland avfyra några salutskott till fångens ära, som därefter besvarades av fästningens kanoner. Under sin tid på Vaxholm höll sig Crusenstolpe sysselsatt med sitt skrivande och började bland annat med arbetet på det första verket i sin berömda romanserie Morianen eller Holstein-Gottorpiska huset i Sverige. I juli 1841 blev Crusenstolpe slutligen frisläppt och kunde återkomma till Stockholm där han mottogs av jublande folkmassor.